# Nosymna macrorrhyncha
Nosymna macrorrhyncha is een vlinder uit de familie van de stippelmotten (Yponomeutidae). De wetenschappelijke naam van de soort werd in 1930 gepubliceerd door Edward Meyrick.